# Alpe Adria Cup 2015./16.
Alpe Adria Cup 2015./16. bilo je prvo izdanje natjecanja muških košarkaških klubova iz regije Alpe-Jadran. Sudjelujovalo je 8 klubova iz Austrije, Hrvatske, Slovačke i Slovenije. Pobjednikom natjecanja postala je momčad Helios Suns iz Domžala.

## Sustav natjecanja
Osam momčadi prvi dio igraju raspoređeni u dvije skupine A i B s po četiri momčadi dvokružno (6 kola). Na osnovu poretka u skupini sve momčadi se kvalificiraju u četvrtzavršnicu koja se igra na dvije utakmice (domai u gostima), a pobjednik se odlučuje na ukupnu koš-razliku. Parovi idu principom B4-A1, B3-A2, A4-B1, A3-B2. 

Pobjednici susreta četvrtzavršnice se potom kvalificiraju na završni turnir (Final four).

## Sudionici
- Klosterneuburg Dukes, Klosterneuburg
- Traiskirchen Lions, Traiskirchen
- Kvarner 2010, Rijeka
- Zagreb, Zagreb
- Levicki Patrioti, Levice
- Prievidza, Prievidza
- Helios Suns, Domžale
- Zlatorog Laško, Laško

## Ljestvice i rezultati

### Prvi dio natjecanja
| Skupina A | Skupina A          | Skupina A | Skupina A | Skupina A | Skupina A | Skupina A | Skupina A |
| mj        | klub               | ut        | pob       | por       | koš+      | koš-      | bod       |
| --------- | ------------------ | --------- | --------- | --------- | --------- | --------- | --------- |
| 1.        | Helios Suns        | 6         | 4         | 2         | 531       | 643       | 10        |
| 2.        | Levicki Patrioti   | 6         | 4         | 2         | 458       | 418       | 10        |
| 3.        | Kvarner 2010       | 6         | 4         | 2         | 538       | 552       | 10        |
| 4.        | Traiskirchen Lions | 6         | 0         | 6         | 394       | 482       | 6         |

| Skupina B | Skupina B            | Skupina B | Skupina B | Skupina B | Skupina B | Skupina B | Skupina B |
| mj        | klub                 | ut        | pob       | por       | koš+      | koš-      | bod       |
| --------- | -------------------- | --------- | --------- | --------- | --------- | --------- | --------- |
| 1.        | Prievidza            | 6         | 5         | 1         | 533       | 423       | 11        |
| 2.        | Zagreb               | 6         | 3         | 3         | 566       | 532       | 9         |
| 3.        | Zlatorog Laško       | 6         | 3         | 3         | 492       | 473       | 9         |
| 4.        | Klosterneuburg Dukes | 6         | 1         | 5         | 494       | 663       | 7         |

### Četvrtzavršnica
| klub1                                                 | klub2              | rezultati     |
| ----------------------------------------------------- | ------------------ | ------------- |
| Kvarner 2010                                          | Zagreb             | 66:86, 88:101 |
| Klosterneuburg Dukes                                  | Helios Suns        | 61:87, 60:81  |
| Levicki Patrioti                                      | Zlatorog Laško     | 73:67, 61:98  |
| Prievidza                                             | Traiskirchen Lions | 85:71, 87:65  |
|                                                       |                    |               |
| Prievidza i Traiskirchen Lions zamijenili domaćinstvo |                    |               |

### Završni turnir
Igrano u Domžalama u dvorani Hala Komunalnega centra 1. i 2. ožujka 2016.
| klub1         | rez.          | klub2          |
| poluzavršnica | poluzavršnica | poluzavršnica  |
| ------------- | ------------- | -------------- |
| Prievidza     | 80:89         | Zlatorog Laško |
| Helios Suns   | 84:65         | Zagreb         |
|               |               |                |
| za 3. mjesto  |               |                |
| Prievidza     | 73:94         | Zagreb         |
|               |               |                |
| za pobjednika |               |                |
| Helios Suns   | 66:63         | Zlatorog Laško |

## Poveznice
- službena stranica
- ABA liga 2015./16.
- A-1 liga 2015./16.